# 泊船軒
泊船軒（はくせんけん）は、東京都荒川区にある臨済宗妙心寺派の寺院。

## 歴史
1627年（寛永4年）、玉蜂によって開山された。玉蜂は海禅寺を創建した覚印周嘉の弟子で、海禅寺の塔頭として創建された、元々は海禅寺とともに妻恋町（現・東京都文京区湯島）に位置していた。
1907年（明治40年）から1920年（大正9年）にかけて、現在地には海禅寺住職の隠居所が置かれていた。1923年（大正12年）の関東大震災後に、この隠居所に移転した。
本堂の天井には、日本画家小室翠雲による「雲龍図」が描かれている。

## 交通アクセス
- 町屋駅より徒歩1分。